# Валя-Морій (Сату-Маре)
Валя-Морій (рум. Valea Morii) — село у повіті Сату-Маре в Румунії. Адміністративно підпорядковане місту Тешнад.
Село розташоване на відстані 437 км на північний захід від Бухареста, 41 км на південний захід від Сату-Маре, 113 км на північний захід від Клуж-Напоки.

## Населення
За даними перепису населення 2002 року у селі проживали 216 осіб.
Національний склад населення села:
| Національність | Кількість осіб | Відсоток |
| -------------- | -------------- | -------- |
| румуни         | 210            | 97,2%    |
| угорці         | 6              | 2,8%     |

Рідною мовою назвали:
| Мова      | Кількість осіб | Відсоток |
| --------- | -------------- | -------- |
| румунська | 210            | 97,2%    |
| угорська  | 6              | 2,8%     |